# Souchez (rivière)
Pour les articles homonymes, voir Souchez (homonymie).
La Souchez est une rivière du nord de la France en partie aujourd'hui artificialisée ou canalisée, dans une petite vallée dite val de Souchez qui connecte les collines de l'Artois et la plaine de la Lys via la Deûle.

## Géographie
De 13,6 km de longueur, elle constitue le cours amont de la Deûle et naît de la fusion — dans le village homonyme de Souchez — de deux ruisseaux ; le Carency et le Saint-Nazaire.
La Souchez irrigue et draine les villes de Lens, Liévin, Angres  et leurs alentours dans le bassin minier et dans le système hydrographique « Marque-Deûle » ; c'est une région densément urbanisée (le territoire de ce SAGE accueille environ 1 million et demi d’habitants à la fin du XXe siècle), sous ensemble du Bassin Artois-Picardie.

## Écologie
Ce système hydrographique et hydrogéologique a été fortement perturbé par les séquelles de guerre et les affaissement et effondrement miniers, que le SAGE doit prendre en compte.
Selon l'état des lieux 2008 de l'agence de l'eau, « le canal de Lens reste de très mauvaise qualité, alors qu’en amont de l’agglomération lensoise, la Souchez est de bonne qualité ».
La Souchez est incluse dans le schéma d'aménagement et de gestion des eaux Marque-Deûle.

## Aménagements et écologie
La rivière a été peu à peu canalisée, pour donner le canal de Souchez (plus communément dit  canal de Lens), qui permet aujourd'hui la circulation de bateaux de 400 tonnes.
Les berges sont récemment rénovées et un nouveau mobilier urbain y est installé. 
On retrouve aussi « L'Écrevisse », œuvre de l'artiste Florent Dutrieux, qui est une cabane faisant partie du projet « L'Odyssée des Cabanes ».